# Ann Alexander (ballenero)
El Ann Alexander fue un barco ballenero de New Bedford, Massachusetts, EE. UU., que fue embestido y hundido el 20 de agosto de 1851 por un cachalote herido cerca de las Islas Galápagos. 
Después de que la ballena ya hubiese destruido dos de los botes del barco con sus mandíbulas, el barco fue perforado bajo la línea de flotación y abandonado. La tripulación fue rescatada el 22 de agosto de 1851 por el navío Nantucket.
El hundimiento del barco contribuyó al éxito de la novela de Herman Melville Moby-Dick. El mismo Melville comentó en una carta a Evert Duyckinck, sobre la noticia del naufragio debido a una ballena, el 7 de noviembre de 1851: 

¡Oh dioses! ¡Qué buen comentarista esta ballena del Ann Alexander! Lo que tiene que decir es breve, jugoso y muy apropiado. Me pregunto si mi diabólico arte ha convocado a ese monstruo.